# رالف شولنبرگ

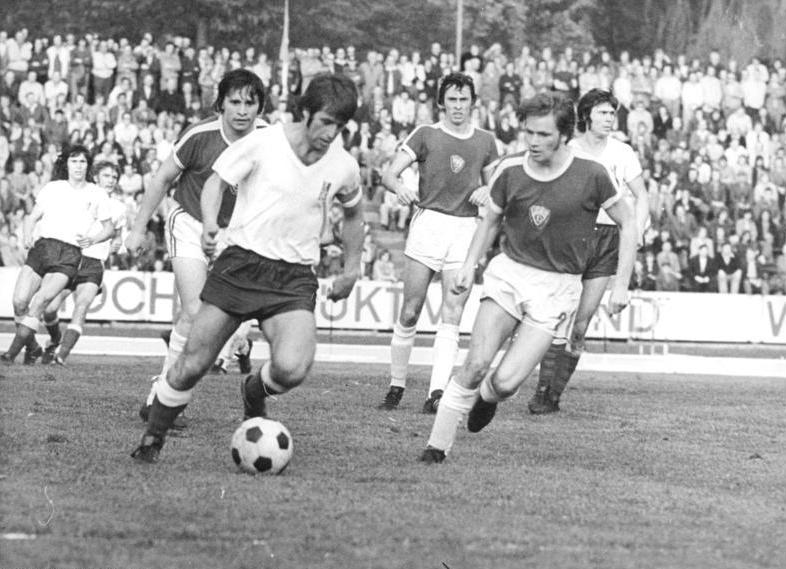
رالف شولنبرگ در بوندسلیگا

رالف شولنبرگ (به آلمانی: Ralf Schulenberg) بازیکن فوتبال و مهاجم اهل آلمان شرقی بود که از سال ۱۹۷۲ میلادی عضو تیم ملی فوتبال آلمان شرقی بوده‌است. وی در ۳ بازی ملی حضور داشته و در بازی‌های ملی‌اش گلی به ثمر نرساند. رالف شولنبرگ آخرین بازی ملی خود را در سال ۱۹۷۲ میلادی انجام داد.